# Mimonneticus guianae
Mimonneticus guianae är en skalbaggsart som beskrevs av Mifsud och Dandria 2000. Mimonneticus guianae ingår i släktet Mimonneticus och familjen långhorningar. Inga underarter finns listade i Catalogue of Life.